# Djävulsmasken
Djävulsmasken (italienska: La maschera del demonio) är en italiensk skräckfilm från 1960, skriven och regisserad av Mario Bava. Filmen var den första Bava regisserade helt själv och dess framgång gjorde honom till ett etablerat namn inom italiensk film.
Filmen är mycket löst baserad på Nikolaj Gogols novell Vij från 1835. Likheterna med originalberättelsen ligger främst i den östeuropeiska miljön och den grundläggande idén om en vacker ung häxa som återuppstår från de döda.

## Handling
I Moldau på sextonhundratalet blir prinsessan Asa Vajda och hennes älskare Javutich anklagade för häxeri av lokalbefolkningen och dömda till döden av hennes bror prins Vajda. Prinsessan lovar att hämnas på brodern och hans ättlingar. Masker föreställande Satan med vassa taggar på insidan placeras över deras ansikten och hamras in, Javutich kropp begravs utanför kyrkogården medan prinsessan Asas kista placeras i familjens grav med ett kors över den som skydd.
Tvåhundra år senare hittas graven av professor Thomas Kruvajan och hans assistent, doktor Andre Gorobec, när deras vagn gått sönder på väg till en kongress i Ryssland. Kruvajan råkar befria häxan av misstag när han försvarar sig mot en fladdermus. De lämnar platsen och möter Katja Vajda, en av prins Vajda ättlingar som bor i ett närbeläget slott med sin far och bror. Gorobec förälskar sig i Katja, hon hotas dock av häxan som ser hennes blod som ett sätt att leva för evigt.

## Medverkande
| Barbara Steele       | – Katja Vajda / prinsessan Asa Vajda |
| John Richardson      | – doktor Andre Gorobec               |
| Andrea Checchi       | – doktor Thomas Kruvajan             |
| Ivo Garrani          | – prins Vajda                        |
| Arturo Dominici      | – Igor Javutich / Javuto             |
| Enrico Olivieri      | – prins Constantine Vajda            |
| Antonio Pierfederici | – präst                              |
| Tino Bianchi         | – Ivan                               |
| Clara Bindi          | – värdshusvärdinnan                  |
| Mario Passante       | – Nikita, kusken                     |
| Renato Terra         | – Boris                              |
| Germana Dominici     | – Sonya, värdshusvärdinnans dotter   |